# Trinidad moruga scorpion
A trinidad moruga scorpion Trinidad és Tobago állam Moruga kerületében őshonos paprika. 2012. február 13-án az Új-Mexikói Állami Egyetemen a világ legcsípősebb paprikájaként azonosították a trinidad moruga scorpiont, ami 1,2 millió SHU erősségű. Időközben más keresztezések, mint a Carolina Reaper, majd a Pepper X jócskán meghaladták ezt a szintet. 
Napfény igényes. Javasolt vetési hőmérséklet: 20/30 °C. Szabadfölde, és fóliasátorba is vethető. 40 cm tőtávolságra, 1 cm mélyen vetendő jó vízelvezetésű talajba. A zöld és pirosba hajló gyümölcsöket a bagolylepke hernyó károsítja, akárcsak a paradicsom termést.
Vetési idő: március-április, érés: július-augusztus.